# サゴ脾
サゴ脾（サゴひ、sago spleen）とは馬、犬、猫、鶏などで認められる、白脾髄やリンパ濾胞の小血管にアミロイドAタンパク質が沈着した状態の脾臓。脾臓のアミロイド症で観察され、アミロイドの沈着に伴い、濾胞が腫大し、その割面は半透明顆粒状を呈する。赤脾髄にアミロイドが沈着したものはハム脾と呼ばれる。